# رحلة الخلود (فلم)
رحلة الخلود هو فيلم رسوم متحركة من إنتاج مؤسسة الآء للإنتاج الفني والتوزيع من المنتج الاستاذ اسامة خليفة ومن أشرف عليه المخرج نصر عناني، من إخراج درويش ياسين، عام 1992. كما شارك 45 شخصا معظمهم أتراك ما بين رسام ومساعد رسام وملون ورسام خلفيات، مدة الفلم 75 دقيقة. يُعد من أكثر أفلام مؤسسة آلاء مبيعا فقد وصلت مبيعاته إلى 140 الف نسخه وخبراء التسويق يعبترون الرقم جيد جدا قياسا إلى وضع السوق.

## القصة
القصة الحقيقية لاصحاب الاخدود التي رواها النبي محمد صلى الله عليه وسلم مفسرا آيات سورة البروج {قُتِلَ أَصْحَابُ الْأُخْدُودِ (4) النَّارِ ذَاتِ الْوَقُودِ (5) إِذْ هُمْ عَلَيْهَا قُعُودٌ (6) وَهُمْ عَلَى مَا يَفْعَلُونَ بِالْمُؤْمِنِينَ شُهُودٌ (7)}صدق الله العظيم، وهي في زمن ملك ظالم عن فتى تعلم السحر وقابل يوما في طريقه راهبا (أو شخص متدين) وكيف آمن بالله واستطاع بذكائه وجرأته أن يكشف ألاعيب ساحر الملك وخداعه وزيف أعماله.

## الدبلجة
- ناصر عمر
- ماهر خماش
- محتسب عارف
- محمد خليل
- رشيد ملحس
- جمال مرعي
- مناضل نوفل
- حسن حجازي
- وائل نجم

## اغاني
كتب الاغاني محمد جمال عمرو، لحنها عدي صاحب عبير وغنتها إلهام احمد.

## الرسامون
- بيرولدمير بوظان
- مصطفى يشيك ايرماق
- تركيز قرة جويان
- بيرول جاق
- فاتح بينكول
- اروينج شمنق
- رجب بينار
- نيازي كسكين
- فهمي اوسطة
- محمد قايا
- انكيز ابرين
- بارويش اوزدمير
- عمر بيراغولو
- ع.فاروق يلماز
- حياتي قرة عثمان اوغلو

### الرسامون المساعدون
- نوجال ايشين
- ب.باقي اوز
- مراد جليك
- خبرالدين تونج
- تورغون يلماز
- يعقوب تورك اوغلو
- ارتان بشير اوغلو
- جائر ارغان
- أحمد قابا
- رجب قبلان
- أ.شاهين خزنة جي
- اوغوزتو يدمير
- نوازد زيلان
- معمر اولجاي
- محمد شن اوجاق
- طان يوجل
- اوندريد رتلي
- يلماز قورو حسن

## اللوحات الخلفية
- محمد اجار
- يشارز ينلوف
- طوران اسان
- سلجوق اردوغان
- اردال كلوي
- رجب قبلان

## تلوين
- تروث دوغان
- خاكي بال
- بيرول دمير بوظان
- ياوز نيازي
- علي قوري

## فوتوكوبي
- أ.سيفي غالان
- أ.القان جايير

### الناسخ
صالح دوغان

## دبلجة
تم نشر النسخة باللغة الإنجليزية ولغة الاردو من الفيلم تحت عنوان The Boy And The King (حرفيًا: الفتى والملك) من قِبل Astrolabe Pictures في مصر.